# Justin Lanning
Justin Lanning (Los Angeles, 28 november 1985) is een zanger uit Los Angeles. Lanning had zichzelf gitaar geleerd toen hij 10 jaar was, en begon met z'n 11e lyrics te schrijven. Twee jaar later heeft hij in Los Angeles optredens gegeven. Met zijn 15e ging hij op tour in Groot-Brittannië en de Verenigde Staten met zijn band Kulprit. Justin was in 2003 bij de Los Angeles Music Awards als "Best Independent Artist" genomineerd.
In januari 2007 was Justin bezig met zijn nieuwe album "Behind These Eyes". Dit album was toen gepland om in april 2007 uit te komen in de Verenigde Staten.
Hij verscheen ook in nationale en internationale reclame spots zoals Taco Bell. Hij kwam ook op tv bij CSI: Crime Scene Investigation en MTV Score en My Own.